# Austria na Zimowych Igrzyskach Olimpijskich 1988
Austrię na Zimowych Igrzyskach Olimpijskich 1988 reprezentowało 81 zawodników.

## Zdobyte medale
| Medal  | Zawodnik                                            | Dyscyplina            | Konkurencja          | Wynik        |
| ------ | --------------------------------------------------- | --------------------- | -------------------- | ------------ |
| Złoto  | Hubert Strolz                                       | Narciarstwo alpejskie | kombinacja mężczyzn  | 36,55 pkt    |
| Złoto  | Sigrid Wolf                                         | Narciarstwo alpejskie | supergigant kobiet   | 1:19,03 min  |
| Złoto  | Anita Wachter                                       | Narciarstwo alpejskie | kombinacja kobiet    | 29,25 pkt    |
| Srebro | Helmut Mayer                                        | Narciarstwo alpejskie | supergigant mężczyzn | 1:40,96 min  |
| Srebro | Hubert Strolz                                       | Narciarstwo alpejskie | gigant mężczyzn      | 2:07,41 min  |
| Srebro | Bernhard Gstrein                                    | Narciarstwo alpejskie | kombinacja mężczyzn  | 43,45 pkt    |
| Srebro | Klaus Sulzenbacher                                  | Kombinacja norweska   | indywidualnie        | 429,375 pkt  |
| Srebro | Michael Hadschieff                                  | Łyżwiarstwo szybkie   | 10000 m mężczyzn     | 13:56,11 min |
| Brąz   | Günther Csar Hansjörg Aschenwald Klaus Sulzenbacher | Kombinacja norweska   | drużynowo            | 1:21:16,9 h  |
| Brąz   | Michael Hadschieff                                  | Łyżwiarstwo szybkie   | 1500 m mężczyzn      | 1:52,12 min  |

## Skład kadry

### Biathlon
Mężczyźni
| Zawodnik                                                           | Konkurencja         | czas biegu | Kary | Łączny czas | Pozycja |
| ------------------------------------------------------------------ | ------------------- | ---------- | ---- | ----------- | ------- |
| Bruno Hofstätter                                                   | Bieg na 20 km       | 57:05,1    | 4:00 | 1:01:05,1   | 24.     |
| Alfred Eder                                                        | Bieg na 20 km       | 55:39,7    | 6:00 | 1:01:39,7   | 26.     |
| Egon Leitner                                                       | Bieg na 20 km       | 58:52,3    | 3:00 | 1:01:52,3   | 27.     |
| Franz Schuler                                                      | Bieg na 20 km       | 55:24,5    | 8:00 | 1:03:24,5   | 36.     |
| Franz Schuler                                                      | Bieg na 10 km       | 26:45,0    | 1    | 26:45,0     | 17.     |
| Bruno Hofstätter                                                   | Bieg na 10 km       | 27:02,8    | 1    | 27:02,8     | 23.     |
| Egon Leitner                                                       | Bieg na 10 km       | 27:42,4    | 2    | 27:42,4     | 37.     |
| Alfred Eder                                                        | Bieg na 10 km       | 27:57,3    | 2    | 27:57,3     | 40.     |
| Anton Lengauer-Stockner Bruno Hofstätter Franz Schuler Alfred Eder | Sztafeta 4 × 7,5 km | 1:24:17,6  | 0    | 1:24:17,6   | 4.      |

### Biegi narciarskie
Mężczyźni
| Zawodnik                                                     | Konkurencja        | czas               | Pozycja            |
| ------------------------------------------------------------ | ------------------ | ------------------ | ------------------ |
| Alois Schwarz                                                | Bieg na 15 km      | 45:06,9            | 31.                |
| André Blatter                                                | Bieg na 15 km      | 45:15,2            | 32.                |
| Alois Stadlober                                              | Bieg na 15 km      | 45:38,5            | 36.                |
| Johann Standmann                                             | Bieg na 15 km      | 46:04,1            | 42.                |
| Alois Schwarz                                                | Bieg na 30 km      | 1:29:34,4          | 18.                |
| Alois Stadlober                                              | Bieg na 30 km      | 1:32:00,0          | 33.                |
| Johann Standmann                                             | Bieg na 30 km      | 1:34:24,8          | 44.                |
| André Blatter                                                | Bieg na 50 km      | 2:10:43,6          | 19.                |
| Johann Standmann                                             | Bieg na 50 km      | 2:13:39,3          | 36.                |
| Alois Schwarz                                                | Bieg na 50 km      | 2:17:03,5          | 41.                |
| Alois Stadlober                                              | Bieg na 50 km      | Nie ukończył biegu | Nie ukończył biegu |
| André Blatter Alois Schwarz Johann Standmann Alois Stadlober | Sztafeta 4 × 10 km | 1:49:14,5          | 10.                |

Kobiety
| Zawodniczka        | Konkurencja   | czas                | Pozycja             |
| ------------------ | ------------- | ------------------- | ------------------- |
| Cornelia Sulzer    | Bieg na 5 km  | 16:09,7             | 20.                 |
| Maria Theurl       | Bieg na 5 km  | 16:36,7             | 34.                 |
| Margot Kober       | Bieg na 5 km  | 16:39,2             | .                   |
| Hildegard Embacher | Bieg na 5 km  | 17:18,6             | 45.                 |
| Cornelia Sulzer    | Bieg na 10 km | 32:17,1             | 26.                 |
| Hildegard Embacher | Bieg na 10 km | 34:53,2             | 42.                 |
| Margot Kober       | Bieg na 10 km | 33:22,2             | 34.                 |
| Maria Theurl       | Bieg na 10 km | Nie ukończyła biegu | Nie ukończyła biegu |
| Cornelia Sulzer    | Bieg na 20 km | 1:03:01,2           | .                   |
| Hildegard Embacher | Bieg na 20 km | 1:07:35,1           | 50.                 |
| Margot Kober       | Bieg na 20 km | Nie ukończyła biegu | Nie ukończyła biegu |

### Bobsleje
Mężczyźni
| Osada  | Zawodnik                                            | Konkurencja | Ślizg 1 | Ślizg 2 | Ślizg 3 | Ślizg 4 | Łącznie | Pozycja |
| ------ | --------------------------------------------------- | ----------- | ------- | ------- | ------- | ------- | ------- | ------- |
| AUT-I  | Ingo Appelt Harald Winkler                          | Dwójki      | 57,22   | 59,83   | 1:00,00 | 59,44   | 3:56,52 | 5.      |
| AUT-II | Peter Kienast Christian Mark                        | Dwójki      | 58,19   | 58,96   | 1:00,48 | 59,28   | 3:56,91 | 8.      |
| AUT-I  | Peter Kienast Franz Siegl Christian Mark Kurt Teigl | Czwórki     | 57,07   | 57,40   | 56,27   | 57,91   | 3:48,65 | 6.      |
| AUT-II | Ingo Appelt Josef Muigg Gerhard Redl Harald Winkler | Czwórki     | 56,93   | 57,51   | 56,41   | 58,10   | 3:48,95 | 7.      |

### Hokej na lodzie
Reprezentacja mężczyzn
| - Robert Mack - Brian Stankiewicz - Andreas Salat - Konrad Dorn - Bernie Hutz - Martin Platzer - Robin Sadler - Mike Shea - Hans Sulzer - Gert Kompajn - Peter Znenahlik |  | - Thomas Cijan - Kelly Greenbank - Kurt Harand - Werner Kerth - Rudolf König - Günter Koren - Ed Lebler - Manfred Mühr - Herbert Pöck - Gerhard Pusnik - Peter Raffl - Silvio Szybisti |

Reprezentacja Austrii brała udział w rozgrywkach grupy B turnieju olimpijskiego, zajmując w niej piąte miejsce. Ostatecznie reprezentacja Austrii została sklasyfikowana na 9.miejscu

#### Grupa B
| Drużyna           | M | Mecze | Mecze | Mecze | Bramki | Bramki | Bramki | Pkt |
| Drużyna           | M | W     | R     | P     | +      | -      | +/-    | Pkt |
| ----------------- | - | ----- | ----- | ----- | ------ | ------ | ------ | --- |
| ZSRR              | 5 | 5     | 0     | 0     | 32     | 10     | +22    | 10  |
| Niemcy            | 5 | 4     | 0     | 1     | 19     | 12     | +7     | 8   |
| Czechosłowacja    | 5 | 3     | 0     | 2     | 23     | 14     | +9     | 6   |
| Stany Zjednoczone | 5 | 2     | 0     | 3     | 27     | 27     | 0      | 4   |
| Austria           | 5 | 0     | 1     | 4     | 12     | 29     | -17    | 1   |
| Norwegia          | 5 | 0     | 1     | 4     | 11     | 32     | -21    | 1   |

Wyniki
| 13 lutego 1988 | Stany Zjednoczone | 10:6 | Austria |  |

|  |  | (2:1, 4:0, 4:5) |

| 15 lutego 1988 | ZSRR | 8:1 | Austria |  |

|  |  | (3:1, 5:0, 0:0) |

| 17 lutego 1988 | Niemcy | 3:1 | Austria |  |

|  |  | (1:1, 1:0, 1:0) |

| 19 lutego 1988 | Czechosłowacja | 4:0 | Austria |  |

|  |  | (2:0, 1:0, 1:0) |

| 21 lutego 1988 | Austria | 4:4 | Norwegia |  |

|  |  | (1:1, 1:2, 2:1) |

### Kombinacja norweska
Mężczyźni
| Zawodnik            | Konkurencja   | Skoki narciarskie | Skoki narciarskie | Skoki narciarskie | Skoki narciarskie | Skoki narciarskie | Skoki narciarskie | Skoki narciarskie | Skoki narciarskie | Bieg narciarski | Bieg narciarski | Miejsce |
| Zawodnik            | Konkurencja   | Skok 1            | Nota              | Skok 2            | Nota              | Skok 3            | Nota              | Punkty            | Pozycja           | Czas biegu      | Pozycja w biegu | Miejsce |
| ------------------- | ------------- | ----------------- | ----------------- | ----------------- | ----------------- | ----------------- | ----------------- | ----------------- | ----------------- | --------------- | --------------- | ------- |
| Klaus Sulzenbacher  | Indywidualnie | 88,5              | 114,5             | 85,0              | 114,0             | 85,0              | 112,7             | 228,5             | 1.                | 39:46,5         | 17.             | srebro  |
| Klaus Ofner         | Indywidualnie | 81,0              | 95,0              | 83,0              | 106,3             | 81,5              | 102,6             | 208,9             | 11.               | 41:15,6         | 31.             | 22.     |
| Hansjörg Aschenwald | Indywidualnie | 82,0              | 99,6              | 83,0              | 106,3             | 83,5              | 107,8             | 214,1             | 7.                | 42:19,5         | 40.             | 24.     |
| Günther Csar        | Indywidualnie | 81,0              | 98,0              | 79,5              | 98,2              | 78,0              | 95,0              | 196,2             | 25.               | 41:50,8         | 37.             | 34.     |

Drużynowo
| Zawodnik                                            | Skoki narciarskie | Skoki narciarskie | Skoki narciarskie | Skoki narciarskie | Skoki narciarskie | Skoki narciarskie | Skoki narciarskie | Skoki narciarskie | Bieg narciarski | Bieg narciarski | Miejsce |
| Zawodnik                                            | Skok 1            | Skok 1            | Skok 2            | Skok 2            | Skok 3            | Skok 3            | Nota Łącznie      | Pozycja           | Bieg narciarski | Bieg narciarski | Miejsce |
| Zawodnik                                            | Odległość         | Nota              | Odległość         | Nota              | Odległość         | Nota              | Nota Łącznie      | Pozycja           | Czas biegu      | Pozycja         | Miejsce |
| --------------------------------------------------- | ----------------- | ----------------- | ----------------- | ----------------- | ----------------- | ----------------- | ----------------- | ----------------- | --------------- | --------------- | ------- |
| Hansjörg Aschenwald Günther Csar Klaus Sulzenbacher | 85,0 83,0 88,0    | 102,1 100,9 113,4 | 85,0 81,0 91,0    | 102,4 92,0 112,5  | 81,5 79,0 88,5    | 98,3 92,8 115,0   | 626,6             | 2.                | 1:21:00,9       | 9.              | brąz    |

### Łyżwiarstwo figurowe
| Zawodnik                    | Konkurencja     | Nota | Pozycja |
| --------------------------- | --------------- | ---- | ------- |
| Kathrin Beck Christoff Beck | Tańce na lodzie | 10,0 | 5.      |

### Łyżwiarstwo szybkie
Mężczyźni
| Zawodnik           | Konkurencja   | Konkurencja   | Konkurencja    | Konkurencja    | Konkurencja    | Konkurencja    | Konkurencja    | Konkurencja    | Konkurencja      | Konkurencja      |
| Zawodnik           | Bieg na 500 m | Bieg na 500 m | Bieg na 1000 m | Bieg na 1000 m | Bieg na 1500 m | Bieg na 1500 m | Bieg na 5000 m | Bieg na 5000 m | Bieg na 10 000 m | Bieg na 10 000 m |
| Zawodnik           | Czas          | Miejsce       | Czas           | Miejsce        | Czas           | Miejsce        | Czas           | Miejsce        | Czas             | Miejsce          |
| ------------------ | ------------- | ------------- | -------------- | -------------- | -------------- | -------------- | -------------- | -------------- | ---------------- | ---------------- |
| Michael Hadschieff | 37,90         | 26.           | 1:13,84        | 6.             | 1:52,31        | brąz           | 6:48,72        | 5.             | 13:56,11         | srebro           |
| Christian Eminger  | 39,70         | 34.           |                |                |                |                | 6:57,22        | 20.            | 14:30,21         | 19.              |

Kobiety
| Zawodnik             | Konkurencja   | Konkurencja   | Konkurencja    | Konkurencja    | Konkurencja    | Konkurencja    | Konkurencja    | Konkurencja    | Konkurencja    | Konkurencja    |
| Zawodnik             | Bieg na 500 m | Bieg na 500 m | Bieg na 1000 m | Bieg na 1000 m | Bieg na 1500 m | Bieg na 1500 m | Bieg na 3000 m | Bieg na 3000 m | Bieg na 5000 m | Bieg na 5000 m |
| Zawodnik             | Czas          | Miejsce       | Czas           | Miejsce        | Czas           | Miejsce        | Czas           | Miejsce        | Czas           | Miejsce        |
| -------------------- | ------------- | ------------- | -------------- | -------------- | -------------- | -------------- | -------------- | -------------- | -------------- | -------------- |
| Emese Nemeth-Hunyady | 41,38         | 19.           | 1:22,22        | 16.            |                |                | 4:27,56        | 14.            |                |                |

### Narciarstwo alpejskie
Mężczyźni
| Zawodnik               | Konkurencja | Konkurencja | Konkurencja | Konkurencja | Konkurencja       | Konkurencja       | Konkurencja   | Konkurencja   | Konkurencja                 | Konkurencja                 | Konkurencja                 | Konkurencja                 | Konkurencja | Konkurencja                         | Konkurencja                         | Konkurencja                         |
| Zawodnik               | Zjazd       | Zjazd       | Supergigant | Supergigant | Slalom gigant     | Slalom gigant     | Slalom gigant | Slalom gigant | Slalom specjalny            | Slalom specjalny            | Slalom specjalny            | Slalom specjalny            | Kombinacja  | Kombinacja                          | Kombinacja                          | Kombinacja                          |
| Zawodnik               | Czas        | Pozycja     | Czas        | Pozycja     | Czas 1. przejazdu | Czas 2. przejazdu | Czas łączny   | Pozycje       | Czas 1. przejazdu           | Czas 2. przejazdu           | Czas łączny                 | Pozycja                     | Zjazd       | Slalom                              | Punkty                              | Pozycja                             |
| ---------------------- | ----------- | ----------- | ----------- | ----------- | ----------------- | ----------------- | ------------- | ------------- | --------------------------- | --------------------------- | --------------------------- | --------------------------- | ----------- | ----------------------------------- | ----------------------------------- | ----------------------------------- |
| Leonhard Stock         | 2:01,56     | 4.          | 1:42,36     | 8.          |                   |                   |               |               |                             |                             |                             |                             |             |                                     |                                     |                                     |
| Gerhard Pfaffenbichler | 2:02,02     | 5.          |             |             |                   |                   |               |               |                             |                             |                             |                             |             |                                     |                                     |                                     |
| Anton Steiner          | 2:02,19     | 7.          |             |             |                   |                   |               |               |                             |                             |                             |                             |             |                                     |                                     |                                     |
| Günther Mader          | 2:03,96     | 19.         | 1:41,96     | 5.          | 1:06,74           | 1:03,30           | 2:10,04       | 11.           | 52,69                       | Nie ukończył 2-go przejazdu | Nie ukończył 2-go przejazdu | Nie ukończył 2-go przejazdu | 1:49,56     | Nie ukończył 2-go przejazdu slalomu | Nie ukończył 2-go przejazdu slalomu | Nie ukończył 2-go przejazdu slalomu |
| Helmut Mayer           |             |             | 1:40,96     | srebro      | 1:06,32           | 1:02,77           | 2:09,09       | 7.            |                             |                             |                             |                             |             |                                     |                                     |                                     |
| Hubert Strolz          |             |             | 1:41,11     | 4.          | 1:05,05           | 1:02,36           | 2:07,41       | srebro        |                             |                             |                             |                             | 1:48,51     | 1:27,31                             | 36,55                               | złoto                               |
| Rudi Nierlich          |             |             |             |             | 1:05,75           | 1:03,17           | 2:080,92      | 5.            | Nie ukończył 1-go przejazdu | Nie ukończył 1-go przejazdu | Nie ukończył 1-go przejazdu | Nie ukończył 1-go przejazdu |             |                                     |                                     |                                     |
| Bernhard Gstrein       |             |             |             |             |                   |                   |               |               | 51,87                       | 48,21                       | 1:40,08                     | 4.                          | 1:50,20     | 1:25,82                             | 43,45                               | srebro                              |
| Thomas Stangassinger   |             |             |             |             |                   |                   |               |               | 52,42                       | Nie ukończył 2-go przejazdu | Nie ukończył 2-go przejazdu | Nie ukończył 2-go przejazdu | 1:54,70     | 1:27,69                             | 107,87                              | 13.                                 |

Kobiety
| Zawodniczka      | Konkurencja         | Konkurencja         | Konkurencja | Konkurencja | Konkurencja                  | Konkurencja                  | Konkurencja                  | Konkurencja                  | Konkurencja                  | Konkurencja                  | Konkurencja                  | Konkurencja                  | Konkurencja          | Konkurencja          | Konkurencja          | Konkurencja          |
| Zawodniczka      | Zjazd               | Zjazd               | Supergigant | Supergigant | Slalom gigant                | Slalom gigant                | Slalom gigant                | Slalom gigant                | Slalom specjalny             | Slalom specjalny             | Slalom specjalny             | Slalom specjalny             | Kombinacja           | Kombinacja           | Kombinacja           | Kombinacja           |
| Zawodniczka      | Czas                | Pozycja             | Czas        | Pozycja     | Czas 1. przejazdu            | Czas 2. przejazdu            | Czas łączny                  | Pozycja                      | Czas 1. przejazdu            | Czas 2. przejazdu            | Czas łączny                  | Pozycja                      | Zjazd                | Slalom               | Punkty               | Pozycja              |
| ---------------- | ------------------- | ------------------- | ----------- | ----------- | ---------------------------- | ---------------------------- | ---------------------------- | ---------------------------- | ---------------------------- | ---------------------------- | ---------------------------- | ---------------------------- | -------------------- | -------------------- | -------------------- | -------------------- |
| Petra Kronberger | 1:27,03             | 6.                  |             |             | 1:02,41                      | 1:09,90                      | 2:12,31                      | 14.                          |                              |                              |                              |                              | 1:18,36              | 1:27,78              | 88,01                | 11.                  |
| Lisi Kirchler    | 1:27,19             | 8.                  | 1:21,16     | 15.         |                              |                              |                              |                              |                              |                              |                              |                              |                      |                      |                      |                      |
| Anita Wachter    | Nie ukończyła biegu | Nie ukończyła biegu | 1:20,36     | 5.          | 1:00,23                      | 1:08,15                      | 2:08,38                      | 7.                           | Nie ukończyła 1-go przejazdu | Nie ukończyła 1-go przejazdu | Nie ukończyła 1-go przejazdu | Nie ukończyła 1-go przejazdu | 1:17,14              | 1:22,97              | 29,25                | złoto                |
| Sigrid Wolf      | Nie ukończyła biegu | Nie ukończyła biegu | 1:19,03     | złoto       | Nie ukończyła 1-go przejazdu | Nie ukończyła 1-go przejazdu | Nie ukończyła 1-go przejazdu | Nie ukończyła 1-go przejazdu |                              |                              |                              |                              |                      |                      |                      |                      |
| Sylvia Eder      |                     |                     | 1:22,39     | 25.         |                              |                              |                              |                              |                              |                              |                              |                              | 1:19,68              | 1:25,91              | 92,86                | 12.                  |
| Roswitha Steiner |                     |                     |             |             |                              |                              |                              |                              | 50,43                        | 48,34                        | 1:38,77                      | 4.                           |                      |                      |                      |                      |
| Ulrike Maier     |                     |                     |             |             | 1:01,41                      | 1:06,69                      | 2:08,10                      | 6.                           | 50,94                        | 49,60                        | 1:40,54                      | 10.                          | Nie ukończyła zjazdu | Nie ukończyła zjazdu | Nie ukończyła zjazdu | Nie ukończyła zjazdu |
| Ida Ladstätter   |                     |                     |             |             |                              |                              |                              |                              | 49,71                        | 49,88                        | 1:39,59                      | 6.                           |                      |                      |                      |                      |

### Saneczkarstwo
Mężczyźni
| Zawodnik                              | Konkurencja | Ślizg 1 | Ślizg 2 | Ślizg 3         | Ślizg 4                  | Łącznie                  | Pozycja                  |
| ------------------------------------- | ----------- | ------- | ------- | --------------- | ------------------------ | ------------------------ | ------------------------ |
| Otto Mayregger                        | Jedynki     | 46,777  | 46,986  | 46,925          | 46,931                   | 3:07,619                 | 9.                       |
| Markus Prock                          | Jedynki     | 46,637  | 46,632  | 47,637          | 46,829                   | 3:07,735                 | 11.                      |
| Gerhard Sandbichler                   | Jedynki     | 46,911  | 46,990  | Dyskwalifikacja | Nie ukończył konkurencji | Nie ukończył konkurencji | Nie ukończył konkurencji |
| Georg Fluckinger Robert Manzenreiter  | Dwójki      | 46,135  | 46,229  |                 |                          | 1:32,364                 | 5.                       |
| Gerhard Sandbichler Franz Lechleitner | Dwójki      | 46,771  | 46,691  |                 |                          | 1:33,462                 | 12.                      |

Kobiety
| Zawodnik         | Konkurencja | Ślizg 1 | Ślizg 2 | Ślizg 3 | Ślizg 4 | Łącznie  | Pozycja |
| ---------------- | ----------- | ------- | ------- | ------- | ------- | -------- | ------- |
| Andrea Tagwerker | Jedynki     | 46,787  | 47,140  | 46,735  | 46,839  | 3:07,501 | 12.     |

### Skoki narciarskie
Mężczyźni
| Konkurencja            | Skoczek                                                    | Skok 1                  | Skok 1              | Skok 2                 | Skok 2               | Nota  | Pozycja |
| Konkurencja            | Skoczek                                                    | odległość               | Nota                | odległość              | Nota                 | Nota  | Pozycja |
| ---------------------- | ---------------------------------------------------------- | ----------------------- | ------------------- | ---------------------- | -------------------- | ----- | ------- |
| Skocznia normalna K-90 | Heinz Kuttin                                               | 87,0                    | 105,3               | 80,5                   | 94,4                 | 199,7 | 6.      |
| Skocznia normalna K-90 | Andreas Felder                                             | 80,5                    | 96,9                | 81,0                   | 95,2                 | 192,1 | 12.     |
| Skocznia normalna K-90 | Günther Stranner                                           | 83,5                    | 98,7                | 78,0                   | 87,9                 | 186,6 | 20.     |
| Skocznia normalna K-90 | Ernst Vettori                                              | 79,5                    | 94,8                | 76,0                   | 86,7                 | 181,5 | 24.     |
| Skocznia duża K-112    | Andreas Felder                                             | 113,5                   | 110,3               | 103,0                  | 93,6                 | 203,9 | 6.      |
| Skocznia duża K-112    | Heinz Kuttin                                               | 112,0                   | 108,2               | 98,5                   | 85,3                 | 193,5 | 12.     |
| Skocznia duża K-112    | Günther Stranner                                           | 112,0                   | 106,7               | 94,5                   | 78,2                 | 184,9 | 20.     |
| Skocznia duża K-112    | Ernst Vettori                                              | 103,0                   | 94,1                | 96,5                   | 82,5                 | 176,6 | 20.     |
| Konkurs drużynowy      | Ernst Vettori Heinz Kuttin Günther Stranner Andreas Felder | 102,0 104,0 106,5 102,0 | 94,7 93,0 99,5 90,7 | 101,0 108,5 106,0 98,0 | 91,3 100,3 99,8 85,6 | 577,6 | 5.      |